# Liste der Mitglieder der National Academy of Sciences/1987
Im Jahr 1987 wählte die National Academy of Sciences der Vereinigten Staaten 76 Personen zu ihren Mitgliedern.

## Neugewählte Mitglieder
- Elihu Abrahams (1927–2018)
- Wyatt W. Anderson (1939–2023)
- Clay M. Armstrong (* 1934)
- Stanley A. Barber (1921–2002)
- William J. Baumol (1922–2017)
- Robert A. Berner (1935–2015)
- Gerd K. Binnig (* 1947)
- Barry R. Bloom (* 1937)
- Armand Borel (1923–2003)
- Ralph L. Brinster (* 1932)
- Marvin P. Bryant (1925–2000)
- Jane E. Buikstra (* 1945)
- Arnold Burgen (1922–2022)
- Manuel Cardona (1934–2014)
- Thomas R. Cech (* 1947)
- Eugene D. Commins (1932–2015)
- Donald M. Crothers (1937–2014)
- Ernest R. Davidson (* 1936)
- T. Kenneth Fowler (* 1931)
- Frederick Charles Frank (1911–1998)
- Antonio García-Bellido (* 1936)
- Daniel Gorenstein (1923–1992)
- Emil C. Gotschlich (1935–2023)
- Robert B. Griffiths (* 1937)
- Leland H. Hartwell (* 1939)
- Hermann A. Haus (1925–2003)
- Charles Heiser, Jr. (1920–2010)
- Edward Herbert (1926–1987)
- George P. Hess (1926–2015)
- Albert O. Hirschman (1915–2012)
- Bela Julesz (1928–2003)
- H. Ronald Kaback (1936–2019)
- Emil T. Kaiser (1938–1988)
- William M. Kaula (1926–2000)
- George Khoury (1943–1987)
- Seymour J. Klebanoff (1927–2016)
- M. Daniel Lane (1930–2014)
- Mary D. Leakey (1913–1996)
- Charles Sandford Levings (1930–2017)
- Jack Lewis, Baron Lewis of Newnham (1928–2014)
- Harvey F. Lodish (* 1941)
- Laszlo Lorand (1923–2018)
- Benoit Mandelbrot (1924–2010)
- Paul E. Meehl (1920–2003)
- Donald Metcalf (1929–2014)
- William H. Miller (* 1941)
- Bernard Moss (* 1937)
- Philip Needleman (1939–2024)
- Douglas D. Osheroff (* 1945)
- Morton B. Panish (* 1929)
- Clair C. Patterson (1922–1995)
- Manuel Peimbert (* 1941)
- Samuel H. Preston (* 1943)
- Thomas S. Reese
- Martin Rodbell (1925–1998)
- Carlo Rubbia (* 1934)
- Gerald M. Rubin (* 1950)
- Roald Z. Sagdeev (* 1932)
- Jack Sandweiss (1930–2020)
- John P. Schiffer (1930–2022)
- Frank H. Shu (1943–2023)
- Robert R. Sokal (1926–2012)
- George R. Stark (* 1933)
- Peter Starlinger (1931–2017)
- Paul Talalay (1923–2019)
- Robert E. Tarjan (* 1948)
- Patrick Thaddeus (1932–2017)
- Phillip V. Tobias (1925–2012)
- Daniel C. Tsui (* 1939)
- Emil R. Unanue (1934–2022)
- Harry H. Wasserman (1920–2013)
- Lawrence Weiskrantz (1926–2018)
- Fred Wendorf (1924–2015)
- John W. Whiting (1908–1999)
- Guangzhao Zhou (1929–2024)
- Pierre-Gilles de Gennes (1932–2007)